# Juillet 1995

## Faits marquants
- 2 juillet (Formule 1) : Grand Prix automobile de France.
- 7 juillet : Ehud Barak est nommé ministre de l'Intérieur d'Israël[1].
- 9 juillet : élections provinciales en Nouvelle-Calédonie.
- 16 juillet : 
  - discours de Jacques Chirac prononcé lors des commémorations de la rafle du Vel' d'Hiv' [2].
  - Formule 1 : Grand Prix de Grande-Bretagne.
- 22 - 29 juillet : le 80e congrès mondial d’espéranto a lieu à Tampere. Il est suivi par des participants venus de 68 pays et a pour thème « “Nous, les peuples” : un seul monde ou plusieurs parties divisées ? ».
- 25 juillet : attentat à la gare de Saint-Michel du RER B
- 30 juillet (Formule 1) : Grand Prix automobile d'Allemagne.

## Musique
- 21 juillet : sortie du  premier album d'Elliott Smith

## Naissances
- 1er juillet : Lucas Chatonnier, régatier français.
- 9 juillet : Georgie Henley, actrice britannique.
- 12 juillet : Amandine Buchard, judoka française.
- 11 juillet : Clémence Lassalas, actrice française.
- 16 juillet : Julien Chorel
- 22 juillet : Marília Mendonça, Chanteuse de sertanejo brésilienne († 5 novembre 2021).
- 25 juillet : Martin Jobert, acteur français.

## Décès
- 4 juillet :
  - Eva Gabor, actrice (° 1919).
  - Bob Ross, peintre américain (° 29 octobre 1942).
- 7 juillet : Léon Le Calvez, coureur cycliste français (° 1909).
- 15 juillet : Robert Coffy, cardinal français, archevêque de Marseille (° 1920).
- 17 juillet :
  - Juan Manuel Fangio, coureur automobile argentin (° 1911).
  - René Privat, coureur cycliste français (° 1930).
- 19 juillet : Michael Andrews, peintre britannique (° 1928).
- 20 juillet : Ernest Mandel, économiste et personnalité politique trotskiste (° 1923).
- 23 juillet : Fabien Galateau, coureur cycliste français (° 1913).
- 26 juillet : Laurindo Almeida, guitariste brésilien (° 1917).